# Ataques apaches a México
Durante los siglo XVIII y XIX los indígenas desplazados por los colonos novohispanos y mexicanos del norte de México realizaron repetidas incursiones de saqueo, secuestros y asesinatos contra los actuales estados de Chihuahua, Durango, Sonora y Coahuila.

## La población indígena apache y la Nueva España
El avance de la población blanca y mestiza y su asentamiento en las provincias norteñas de la Nueva España se realizaron con la notable oposición de los aborígenes, hasta que la espada y la cruz tuvieron éxito al conseguir que las tribus más sedentarias cayeran bajo sometimiento y conducir el resto a las montañas o más allá del Río Bravo y de las líneas de los presidios que lo bordeaban.
Entre estas tribus indomables, designadas con los términos generales de apaches y de comanches, la caza era prácticamente la única ocupación.
Esta expulsión impulsó a los indígenas más belicosos al contraataque, con lo que comenzaron a realizar incursiones contra el territorio de sus antepasados con el fin de apropiarse de una parte de su producto en ganado y corceles para la tribu, así como de tomar venganza asesinando colonizadores novohispanos o mexicanos, cuyos cueros cabelludos se constituyeron en trofeos de guerra.
La caza ordinaria se desprestigió comparativamente al lado de esta fuente de provisiones fácil de arrebatar y glorificada por hazañas atrevidas y logros sangrientos.
El gobierno virreinal intentó una medida tras otra en el esfuerzo por detener las terribles incursiones, que entre 1771 y 1776 causaron la muerte de 1674 personas solo en la Nueva Vizcaya, sin contar soldados, viajeros, o cautivos, mientras que extensos distritos quedaron desolados.

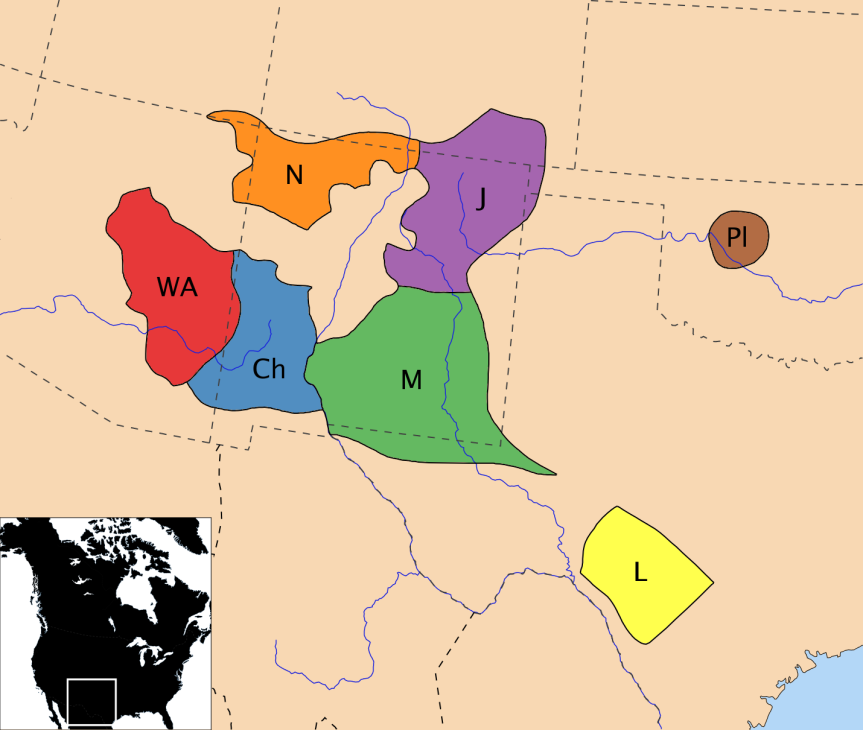
Tribus Apaches en el (WA - Apaches Occidentales, N - Navajos, Ch - Chiricahuas, M - Mezcaleros, J - Jicarillas, L - Lipanos, Pl - Apaches de las Praderas).

## Estrategia del Virreinato
En 1786 el Virrey Gálvez propuso una guerra sin cuartel ni misericordia contra cada tribu hasta que se viera forzada a pedir la paz, una paz que se basaría en el interés mutuo, animando a los indios con regalos regulares u ocasionales mientras se perjudicaba su salud con la distribución sutil de aguardiente y se creaba un deseo hacia los bienes de lujo que solo se podrían obtener en convivencia pacífica con los colonos.
Cualquier infracción de los tratados debía ser castigada implacablemente por medio de guerras de exterminio entre las tribus.
Esta política alcanzó gran éxito, aunque sujeta a los cambios de los diversos comandantes, porque durante el resto de ese siglo y el principio del siguiente no se registraron brotes serios.
Con los cambios y la corrupción administrativa a la entrada del Virrey Iturrigaray se llegó a un grado de desatención que animó la insolencia y atrevimiento de los apaches.
Dos jefes, Rafael y José Antonio, demostraron ser especialmente problemáticos en sus incursiones, las cuales se extendieron durante seis años en las orillas del río Bravo y hasta las fronteras de Durango con consecuencias terribles: 300 personas asesinadas, varias decenas de secuestros y cuantiosas pérdidas de bienes.
Sonora sufrió también los ataques, pero la muerte de estos dos jefes en 1810 trajo un periodo de calma, excepto en 1813-1814, cuando Sonora fue el territorio más afectado.
Con todo los ataques menores estaban a la orden del día.

## Independencia de México
La transformación del virreinato de la Nueva España en el Primer Imperio mexicano e inmediatamente después en la república de México, con su rápido desarrollo de la política de partidos y la mala administración, condujo en el norte a la indiferencia y la deserción entre los soldados, mal pagados o desatendidos, y a una reducción de las guarniciones de presidios o a la inutilización de varios de estos. Los comandantes y los comandantes generales, por compromisos adquiridos o envidias, trataban de mejorar las guarniciones una vez nombrados en sus nuevos puestos de los presidios, pero la carencia de fondos y de medios demostró siempre ser casi insuperable.
Los estados y los gobiernos federales a menudo procuraban asignaciones de fondos que con frecuencia eran desviadas hacia otros fines o absorbidas por las revoluciones que se iniciaban a menudo solo para posesionarse de tales sumas.
Estas cantidades sirvieron para sostener la situación momentáneamente, tras asegurar una porción al grupo en el poder; los miembros de las guarniciones, por el contrario, solo recibían paga parcial. y a menudo muy atrasada, lo que afectaba así no solo a los soldados sino también a los colonos a quienes los mismos soldados se veían obligados a pedir a crédito.

## Colapso de los presidios
Durante cierto tiempo se dejó intacto el sistema colonial de presidios para incitar a las cada vez menores guarniciones a cierto mantenimiento del orden entre las tribus circundantes, por medio de la búsqueda y el castigo enérgicos de los intrusos, en expediciones que a menudo apoyadas hasta cierto punto por los protectores indígenas locales, aunque a estos rara vez se les suministraban más armas que arcos y lanzas.
Sin embargo, la política de protección se debilitó, en parte porque las incursiones no eran suficientemente severas para someter a los indígenas y en parte a causa de la despreocupación de los políticos y las causas anteriores. Los indígenas no tardaron en percibir el cambio, y dado que la carencia de medios llegó a ser perceptible en el descenso de regalos y permisos, se presentó un motivo adicional para reanudar las incursiones largamente diferidas.
En 1831 comenzó la sublevación a gran escala, extendiéndose gradualmente por Sonora. En enero de 1832 fueran atacadas Carrizal, Carretas, Galeana y San Buenaventura. El gobierno de Chihuahua tomó medidas urgentes con el envío de tropas en diversas direcciones en una partida de las cuales, bajo el capitán Ronquillo, cruzó incluso el Río Gila.
Sin embargo en 1832 se aceptaron las ofertas de la paz de los indígenas, incluso permitiéndoles conservar el ganado robado y el resto del botín obtenido en las incursiones. El efecto de tal clemencia, en agudo contraste con la inflexible política colonial animó a los indios a renovar las incursiones a mayor escala.
De hecho, la Capital del Estado de Chihuahua se vio amenazada en el propio 1832, y el pillaje indígena alcanzó tal grado que se abandonaron la mayoría de los poblados.

## La estrategia apache de ataque
El método de las tribus invasoras estaba calculado para infligir el mayor daño posible con el mínimo de exposición. Después de dejar un grupo pequeño para la seguridad de las mujeres y de los campos, el resto de la tribu (con unos 200 o 300 guerreros) se acercaba al terreno seleccionado para el ataque, dividiéndose en partidas pequeñas, atacando el blanco desde diversos puntos, asegurando así más botín mientras despistaban a los colonos mexicanos, impedidos de realizar una búsqueda eficaz.
El ataque ocurría generalmente durante las noches de luna, tras pasar el día ocultos bajo la vigilancia de centinelas. Si el objetivo eran viajeros o caravanas, la mejor forma de robar eran las emboscadas por sorpresa. Una resistencia firme, sin embargo, obligaba fácilmente a los asaltantes a la retirada.
Para la captura de ganado el método más común era provocar estampidas. Al retirarse con el botín, las partidas se dividían a menudo en grupos más pequeños para asegurar por lo menos una porción del pillaje, y ocasionalmente se dejaba un vigilante para advertir o distraer a las partidas de persecución por parte de los colonos.
En algunos casos se reunía un número más grande de atacantes para detener a las tropas y dar dirección al ganado huido y capturado.
Si eran perseguidos de cerca, los indios preferían sacrificar los animales en lugar de abandonarlos para después.
En el punto de reunión elegido antes de partir, los grupos se dividían el pillaje, con lo cual cada uno regresaba a su hogar, para celebrar el éxito con danzas durante las cuales la posesión de cueros cabelludos provenientes de los colonos asesinados provocaba un orgullo especial. A menudo se capturaban niños, que eran adoptados y criados como guerreros, así como mujeres destinadas a la esclavitud sexual o los matrimonios forzados. Algunos de los guerreros y caciques apaches más feroces y formidables probablemente habían sido capturados de esta forma.
Aunque evitaban el riesgo de batallas abiertas, los apaches sin embargo combatieron abiertamente en muchas ocasiones, exhibiendo tácticas iguales a las de las tropas, con la debida coordinación de caballería e infantería, así como de arqueros y lanceros.
Bajo el sistema de Gálvez, cada presidio tenía que enviar cada mes una partida de reconocimiento. En tiempo de peligro, los colonos y los soldados guardaban caballos y provisiones listas para la marcha inmediata.
El declive de potencia y disciplina entre las guarniciones implicó el abandono total o parcial del cordón de vigilancia de los presidios norteños. Las partidas punitivas de soldados se hicieron más raras, y conforme pasaba el tiempo, las maniobras expertas y atrevidas de los indígenas hicieron estas excursiones cada vez más inútiles. Por otra parte, las partidas pequeñas separadas regularmente para tal deber ahora estaban expuestas a mayor peligro, debido a la eficacia cada vez mayor del armamento indio, así como a los mosquetes y la pólvora obtenidos de los comerciantes de Estados Unidos a cambio de ganado y de otros efectos robados.
La gran proporción de reclutas forzados en el ejército republicano aumentó la ineficiencia de éste, porque estos soldados estaban poco inclinados a exponer sus vidas. A medida que aumentaba el peligro se realizaron llamados generales a las armas, se concedieron amplios poderes al gobernador y se decretó un préstamo de 80 000 pesos emprender la guerra contra los salvajes, sin grandes resultados.
Cada vez que una tribu estaba a punto de ser derrotada aceptaba la paz de forma inmediata, obteniendo así una oportunidad de disponer de su botín y llenar su almacén de munición,
preparándose para unirse a otras tribus que mientras tanto habían estado ampliando sus pillajes en distritos menos protegidos.
De esta forma la devastación continuó, se abandonaron los asentamientos y el hambre se generalizó, a pesar de las repetidas súplicas de ayuda al gobierno general; pero la lucha continuó durante la década de 1830 entre conservadores y liberales, que continuaban desviando tropas y fondos para sus propios fines, de modo que poco se podía obtener para la protección de estas provincias.

## Incursiones meridionales
Además, las quejas de esa zona habían sido frecuentemente exageradas para crear más atención. Pronto, sin embargo, vino una confirmación amarga. Animados por la impunidad de los apaches, los comanches aumentaron sus incursiones, y los indios penetraron más hacia el interior, hasta llegar a Durango y Zacatecas.
Entonces vino un clamor que reveló la naturaleza seria del peligro y animó al gobierno por lo menos a un esfuerzo espasmódico. Las sugerencias de delegados y de comandantes para proteger las fronteras fueron sometidas a los comités que analizaban los informes. Mientras tanto enviaron algún dinero y tropas para cooperar con las fuerzas del estado, que tuvieron éxito en hacer retroceder a los invasores, o en algo inducirles a que se retiraran. Logrado esto, las tropas volvieron a la arena política, y los indios renovaron sus operaciones.

## A la caza de cueros cabelludos
En su desesperación los estados pusieron precio a las cabezas de los intrusos, ofreciendo 100 pesos por cada cuero cabelludo masculino y la mitad los femeninos. Con este estímulo los extranjeros y los indios amistosos (denominados indios de paz) entablaron la caza humana, especialmente el cazarrecompensas James Kirker, que organizó una compañía regular para los que buscaban cueros cabelludos.
Su primer éxito, al sorprender un campo indio, resultó ser tan grande que solo se le pudo pagar parte de los fondos prometidos. El resultado fue una clara disminución de incursiones, pero éstas luego aumentaron una vez más en magnitud, hasta que “apenas quedaba un caballo en todo el estado de Chihuahua," y los saqueadores penetran hasta el centro de Durango, matando en una semana de septiembre de 1845, a cien personas y en octubre a 50 solamente en la región de Cuencamé.
De nuevo se formaron y enviaron soldados y voluntarios, y aparecieron noticias de victorias e indios expulsados, que luego siguieron otras de nuevos ultrajes y derrotas desastrosas, hasta que el mismo ministro de asuntos interiores declaraba que el estado de Sonora estaba en plena desolación.
En Chihuahua, el gobernador García Conde recurrió en 1842 al triste y peligroso recurso de la paz comprada, que según lo demostrado a menudo, resultó ser solamente un incentivo para otras incursiones. Sonora protestaba en voz alta contra la conclusión de tales tratados, los cuales pacificaron temporalmente ciertas regiones de Chihuahua a expensas del estado colindante, que se vio atacado por las tribus que se refugiaron dentro de Chihuahua, vendiendo el botin capturado unas horas antes por los propios apaches. Cansado de la vida aburrida, Kirker escapó con el dinero asegurado con el botín obtenido por los apaches. Después de perpetrar una matanza de 130 apaches chiricahuas en Galeana, Chihuahua en la primavera de 1846.

## Reanudación de la guerra con los indígenas
Durante la invasión americana las incursiones indígenas eran menos frecuentes, pero en 1848 fueron reasumidas a tal grado que las autoridades mexicanas fueron influenciadas para retomar el proyecto militar de la colonia, apropiándose de 200 000 $ para ayudar a los estados en esta campaña (Plan para la defensa de los Estados Invadidos, 24 de abril de 1849) y designando a un comité de miembros del Congreso de la región invadida para que informase sobre las mejores medidas a ser adoptadas para la acción común contra las tribus. Mientras tanto, varios de los estados, incluyendo Chihuahua y Durango, regresaron a la caza de cueros cabelludos, asistida por los cazadores americanos. Pero a pesar del premio que estimulaba 200 $ para cada captura (o 250 $ por cada guerrero capturado), los cazadores no habían podido obtener mucho beneficio, o dejar impresión en las tribus. Kirker perdió a casi toda su banda, y Glanton masacró incluso a una tribu amistosa. Mientras que desde los estados al sur (no tan afligidos), se dejaba escuchar la indignación contra tales contratos de sangre. Pero casi cualquier medida era permitida bajo las circunstancias tan penosas, cuando una parte grande de Chihuahua quedó abandonada, y la mitad del este de Durango fue arrasada, así como millares de familias eran arruinadas, y millares más vivían la aprehensión diaria de un destino similar. Con la ayuda del gobierno, una gran cantidad de tropas abrieron la campaña de 1850, con la resolución para no conceder ninguna paz a los indígenas que venían de los Estados Unidos. La principal operación fue dirigida hacia Laguna de Jaco (hoy en el Municipio de Sierra Mojada, Coahuila, entonces en Chihuahua), operación comandada por el Inspector Militar de la Frontera de Chihuahua, Emilio Langberg, a inicios de 1852 y apoyado por los seminolas. Los indígenas se rindieron algunos evacuando el país, y los restantes firmando la paz. La vigilancia de tales acuerdos fue confiada a las colonias militares recientemente establecidas. Sin embargo las constantes rebeliones políticas dejaban a los estados solos. Así nació un proyecto de coalición con Jalisco, Zacatecas, San Luis Potosí, y Tamaulipas enviando refuerzos. Pero pronto esta unión de los estados levantó sospechas independentistas, los diputados de Chihuahua sonaron la alarma en octubre de 1852 y los acuerdos fueron terminados. El resultado del arreglo fue un aumento de incursiones (en 1855 Victorio, líder de los Chiricahuas del Este atacaba en Namiquipa) y de la devastación, hasta que Chihuahua en 1856 pidió ayuda a Durango, estando ambos bajo el mismo problema. Tres de sus bastiones de defensa en Durango (Cuencamé, Santiago Papasquiaro y El Oro) reportaron 34, 102, y 68 bajas respectivamente en noviembre de 1856.

## Asalto a Janos en 1857 y Fronteras en 1858
En su exasperación, en una ocasión, los sonorenses siguieron secretamente a algunas tribus a sus campamentos alrededor de Janos y Fronteras, y cuando aparecieron para dividir el botin bajaron sobre ellos, matando más de cien hombres, y llevándose casi tantas mujeres y niños. Se dice que hechos como estos no fueron tan raros en aquellos días, e hicieron más por inflamar a los indios que campañas sobre sus terrenos de caza.

## Últimas incursiones apaches
El 15 de octubre de 1880, el teniente coronel Joaquín Terrazas emboscaba a Victorio en los cerros de Tres Castillos en Chihuahua. Victorio y otros 77 apaches cayeron en la lucha. Una parte de los prisioneros apaches fueron conducidos a Chihuahua y Ciudad de México donde fueron exhibidos en jaulas hasta el final de sus días. Sin embargo la lucha continuaba. Bajo los esfuerzos más enérgicos del gobierno de Díaz, y de la cooperación de los Estados Unidos, las incursiones de los apaches habían disminuido. Los Estados Unidos propusieron más de una vez que una campaña común contra los indígenas, así como un acuerdo de manera que las tropas de ambas repúblicas pudieran cruzar los límites en su búsqueda. Este plan no agradaba a México, pues el objeto de la república norteña era más el capturar a los abigeos que a los nativos hostiles. El gobierno no podría permitir que los extranjeros arrestaran a sus ciudadanos, mientras que un privilegio similar en perseguir a ladrones de Texas habría creado dificultades.
Esta vacilación causó que las demandas contra México por daños de los colonos perjudicados en Texas, aumentaran, teniendo que finalmente ser reconocidas (estando a punto de iniciar otra guerra entre las dos naciones), mientras que los nativos encontraban un refugio en el otro lado. México inútilmente protestó contra la culpabilidad de los Estados Unidos en no guardar mejor sus reservaciones de las cuales las partidas habían salido sobre todo en los últimos años, finalmente accediendo, en 1882, a la introducción mutua de tropas (los EE. UU. restringidos a la búsqueda de indios exclusivamente). Las campañas conjuntas también fueron negociadas, con un rápido efecto en la reducción del número de ataques. Todo esto favoreció la formación de colonias al este y norte del estado, con el principal objetivo de establecer las primeras líneas del ferrocarril.